# 比尔·哈尔沃·奎因
比尔·哈尔沃·奎因（Buell Halvor Quain，1912年5月31日—1939年8月2日）美国北达科他州俾斯麦人，美国人类学家。

## 生平
比尔·奎因早年毕业于美国威斯康辛大学麦迪逊分校，随后进入美国哥伦比亚大学攻读研究生，先后在斐济和巴西的原始部落做田野调查。他先后出版了四本书，其中三本是在他死后出版。
1939年8月2日，比尔·奎因在巴西自杀身亡。有关他的神秘自杀成为巴西作家贝尔纳多·卡瓦略2002年的小说《九夜》（Nine Nights）的主题。

## 著作
- The Iroquois - 1937
- The Flight of the Chiefs - 1942
- The Trumai Indians of Central Brazil - 1955 (with Robert Francis Murphy)
- Fijian Village - 1970